# Eschweilera sessilis
Eschweilera sessilis là một loài thực vật có hoa trong họ Lecythidaceae. Loài này được A.C.Sm. mô tả khoa học đầu tiên năm 1933.